# Étienne-Gaspard Robert
Pour les articles homonymes, voir Robert et Robertson.
 (mars 2016).
Étienne-Gaspard Robert (né le 15 juin 1763 à Liège - mort le 2 juillet 1837 à Paris et enterré au cimetière du Père-Lachaise), connu sous le pseudonyme d'Étienne-Gaspard Robertson, est un personnage multiple, à la fois peintre, dessinateur, « physicien-aéronaute », mécanicien, opticien, « fantasmagorien » (ou « fantasmagore ») et mémorialiste. Ses activités scientifico-esthétiques sont significatives des croisements qui s’opèrent entre les arts et les sciences à la fin du XVIIIe siècle.

## Biographie

### Le début des fantasmagories

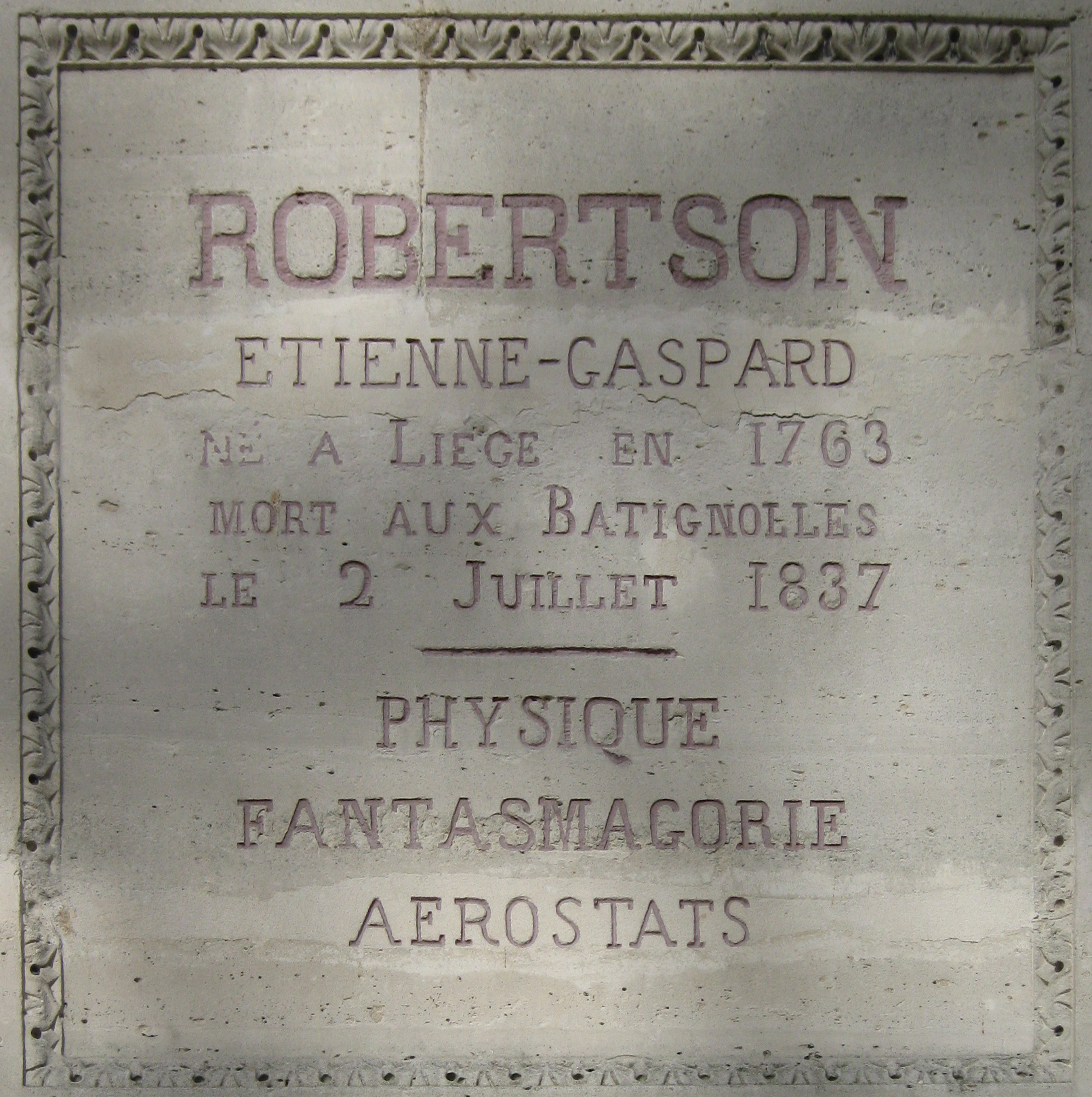
Plaque au cimetière du Père-Lachaise

Le parcours de ce Liégeois qui fait carrière en France sous le Directoire et le Consulat se situe lui aussi à la croisée des arts : son goût pour la peinture et ses talents de dessinateur devaient au départ lui fournir un gagne-pain jugé facile, tandis qu’il nourrissait une passion dévorante pour la physique, l’optique, les machines volantes et les machines en général, et qu’il s’était lancé dans l’étude de ces disciplines sans penser en tirer profit. C’est le contraire qui se produit : la peinture et le dessin, qui le mettent quelque temps à l’abri de l’indigence à Paris, sont supplantés par les expériences fantasmagoriques, galvaniques et aérostatiques qui lui rapportent des revenus substantiels.
De la peinture et du dessin il conserve le sens de la mise en scène et de l’effet, qui l’aident à concevoir ses tableaux fantasmagoriques, appelés aussi « tableaux fantastiques», « tableaux magiques » ou encore « tableaux vivants ». Un peu comme pour Loutherbourg qui, lui, cependant, est un peintre réputé, en comparaison de Robertson, la dramatisation picturale trouve un nouveau champ d’application dans les expérimentations optiques. L’image projetée devient le fonds de commerce de Robertson et son cheval de bataille, puisqu’il lutte pour anéantir, en vain, la concurrence jugée déloyale qui s’approprie son savoir-faire dès 1799.
À Paris, Robertson présenta ses spectacles dans deux salles différentes : au premier trimestre de 1798, il s’installe au pavillon de l’Échiquier, puis à partir de 1799, au couvent des Capucines.
Robertson sait parfaitement s’adapter à son public. Il joue sur la crédulité des gens frappés par l’environnement visuel, sonore et olfactif dans lequel naît la fantasmagorie et sur les approximations dans la ressemblance entre les disparus et l’image qu’il en propose grâce à ses portraits-types peints sur verre. Dans l’émoi suscité par l’apparition, le public n’y voit que du feu.
Il sait aussi s’adapter aux circonstances politiques, avec sa série d’images de célébrités de la Révolution ; il sait flatter l’esprit républicain, tandis qu’il serait plutôt favorable à un monarchisme modéré. Plus jeune, il est le précepteur des enfants de madame Chevalier, qui réunit dans son salon des habitués de la Cour. En pleine Terreur, il se joint aux muscadins lors des réunions aristocratiques et des bals de l’hôtel Richelieu.
Désormais, il s’adresse à un public extrêmement large et doit se méfier des agents du pouvoir et de leurs représentants. D’ailleurs, il fait les frais d’une provocation qui l’oblige à renoncer pour un temps à ses fantasmagories à Paris. Le conventionnel François Martin Poultier d’Elmotte rapporte que lors de la séance à laquelle il assiste, « un chouan amnistié demande à Robertson s’il pouvait faire revenir Louis XVI », ce à quoi le fantasmagorien aurait répondu : « J’avais une recette pour cela, avant le 18 fructidor, je l’ai perdue depuis cette époque : il est probable que je ne la retrouverai jamais, et il sera désormais impossible de faire revenir les rois de France. » Des scellés sont apposés sur une partie de son matériel. Robertson se réfugie à Bordeaux.
Son retour à Paris lui réserve plusieurs surprises : l’un des frères Aubée, ses anciens assistants, a usurpé sa réputation et sa technique pour le bénéfice du propriétaire du Pavillon de l’Échiquier. Robertson s’installe dans une nouvelle salle, plus spacieuse, située dans l’ancien couvent des Capucines, près de la place Vendôme. L’endroit se prête aux apparitions fantasmagoriques : l’église renferme plusieurs tombeaux, reliques et cercueils abandonnés au hasard des transformations de l’édifice. La salle où Roberston emménage est décrite ainsi :

« Après plusieurs détours propres à changer l’impression que l’on conserve du bruit profane d’une grande cité, après avoir parcouru les cloîtres carrés de l’ancien couvent, décorés de peintures fantastiques, et traversé mon cabinet de physique, on arrivait devant une porte d’une forme antique, couvertes d’hiéroglyphes, et qui semblait annoncer l’entrée des mystères d’Isis. On se trouvait alors dans un lieu sombre, tendu de noir, faiblement éclairé par une lampe sépulcrale, et donc quelques images lugubres annonçaient seules la destination; un calme profond, un silence absolu, un isolement subit au sortir d’une rue bruyante, étaient comme les préludes d’un monde idéal. »
La salle de projection doit inspirer le recueillement et la terreur religieuse, Robertson ne se prive pas de le répéter dans ses Mémoires. À sa façon, il renoue avec la tradition de l’art divinatoire de l’Antiquité, l’ancêtre de la fantasmagorie selon les historiens chez qui il puise ses références. Il compte sur l’ambiance macabre des Capucines pour asseoir son prestige de fantasmagorien.

### Discours des Lumières et pratiques occultes
Lui qui est pourtant un fervent admirateur des sciences nouvelles, qui partage l’esprit des Lumières et défend à chaque page de ses Mémoires l’idée que le savoir doit permettre de triompher de la superstition, lui qui déclare que les découvertes de la physique expérimentale doivent être expliquées comme des faits réels et non des prodiges de la sorcellerie, manifeste en dépit de tout cela une ambiguïté typique de son temps. Il prétend vouloir éclairer le public, mais commence par le plonger dans le noir et lui tenir un discours qui fait appel aux sentiments les plus archaïques. En guise de prévention contre les fausses croyances et les interprétations surnaturelles, il ouvre ses séances de fantasmagorie par des allocutions qui contribuent davantage à mystifier le spectateur qu’à lui faire comprendre la nature des phénomènes qu’il provoque :

« Les expériences qui vont se passer sous vos yeux doivent intéresser la philosophie; elle peut voir ici les égarements de l’esprit humain, et cette histoire vaut bien celle de la politique de quelques nations. Les deux grandes époques de l’homme sont son entrée à la vie et son départ. Tout ce qui lui arrive peut être considéré comme placé entre deux voiles noirs et impénétrables qui recouvrent ces deux époques, et que personne n’a encore soulevés. Des milliers de générations sont là debout devant ces voiles noirs, des torches à la main, et s’efforçant de deviner ce qui peut se trouver de l’autre côté […].Beaucoup d’imposteurs ont profité de cette curiosité générale pour étonner l’imagination attristée par l’incertitude de l’avenir. Mais le plus morne silence règne de l’autre côté de ce crêpe funéraire; et c’est pour suppléer à ce silence […] que les mages, les sibylles et les prêtres de Memphis emploient les prestiges d’un art inconnu, dont je vais tâcher de développer quelques moyens sous vos yeux. »
C’est donc, d’après lui, être philosophe que d’observer sur soi les dérèglements de l’imagination engendrés par une machine. Ce que Robertson, en fin de compte, demande au spectateur, c’est de se dédoubler en observateur raisonnable de ses réactions irrationnelles. La posture philosophique glisse vers l’abandon aux « prestiges d’un art inconnu », par le biais de l’allégorie de la fantasmagorie elle-même, qui montre la foule inquiète face à son destin, placée devant la toile, en attente d’une révélation divine. Le fantasmagore, qui se présente comme le contraire d’un imposteur, procède pourtant à un curieux mélange entre le discours des Lumières et les références occultes.
Ailleurs, il affirme à propos des faits prétendument surnaturels qu’on explique en les rendant visibles aux yeux de tous, « que s’ils confirment les spéculations de la science, et satisfont aux prévisions des hommes instruits, ils précèdent aussi chez le vulgaire les bienfaits de l’instruction, et y suppléent efficacement ». Et de donner l’exemple de ceux qui n’ont pas le temps ou la capacité de lire et à qui la fantasmagorie peut servir de « spectacle instructif », à l’inverse des pratiques de la Grèce antique et de l’Égypte ancienne qui entretenaient selon lui la mystification au moyen d’artifices grossiers et ne cherchaient à aucun moment à ouvrir les yeux des spectateurs. On peut toutefois se demander si lui-même cherchait à éclairer son public et si les avertissements préliminaires mettaient réellement les spectateurs en garde « contre l’impression morale des effets dont il les rendait témoins ». 
Robertson anticipe sur les accusations de charlatanisme qui pèsent sur ses expériences en répétant que ses tableaux fantasmagoriques ne sont que la manifestation de réalités physiques explicables et reproductibles à volonté. Il s’efforce au début de ses Mémoires de démystifier ces phénomènes dits surnaturels en expliquant que les faux miracles chrétiens et les oracles antiques étaient souvent motivés par la cupidité du clergé et des puissants, désireux de prévenir les vindictes populaires, ou étaient dus plus simplement à la volonté d’assurer au lieu de dévotion une source de revenus si l’endroit en question ne possédait pas d’autres ressources économiques. De tels propos laissent songeur quand on sait que Robertson a bâti sa fortune sur les fantasmagories. Il se défend bien de manipuler son public en argumentant ainsi :
« Si je ne cherchais qu’à vous inspirer de la terreur, je m’y prendrais tout autrement : vous ne seriez admis qu’isolément, parce que les personnes qui vous entourent paralysent votre imagination par leur présence et leurs réflexions. »
Cela n’est pas si sûr : les réactions individuelles s’enchaînant les unes aux autres, elles aboutissent à des réactions collectives qui sont loin de freiner la peur. 
Robertson accuse « les Mesmer, les Cagliostro, les Lavater » d’avoir abusé leur public en ne procédant à leurs expériences que sur des personnes « dont ils avaient pénétré le caractère, et auxquelles ils avaient inspiré la plus aveugle confiance ». Malgré ses reproches et ses protestations d’innocence, il n’a pas agi différemment : lui aussi a profité de l’emprise qu’il exerçait sur les personnes réclamant l’ombre de leurs proches disparus, comme cette veuve éplorée dont il dessine de mémoire le portrait du mari, qu’il a connu, « certain que l’imagination malade de la spectatrice ferait le reste».
L’allocution de clôture des séances de fantasmagorie devait frapper le dernier coup :
« j’ai tâché de vous montrer ce que la physique a de plus occulte, ces effets qui parurent surnaturels dans les siècles de la crédulité; mais il me reste à vous en offrir un qui n’est que trop réel […]. Voici le sort qui vous est réservé, voilà ce que vous serez un jour; souvenez-vous de la fantasmagorie. »
Et de faire surgir au milieu de la salle un squelette de jeune femme debout sur un piédestal, jouant le rôle de vanité ou de memento mori, rappelant aux humains l’issue fatale de l’existence(comme la Pythonisse d’Endor qui orne l’annonce des fantasmagories au couvent des Capucines). La panoplie d’images projetées sur écran de percale ou de fumée est constituée en grande partie de memento mori (crânes ailés, squelettes articulés, etc.).
Robertson présente dans ses Mémoires un « Petit répertoire fantasmagorique » qui dresse la liste des sujets traités. On trouve ainsi des personnages mythologiques (Méduse, Vénus, « les trois Grâces changées en squelettes », « Proserpine et Pluton sur leur trône », « Orphée reperdant Eurydice »), bibliques (David et Goliath, « l’ombre de Samuel apparaissant à Saül »), des images religieuses (« Apothéose d’Héloïse », « la nonne sanglante ») et des figures littéraires (« Pétrarque et Laure à la fontaine de Vaucluse »). Certains sujets sont fournis par un certain M. de Sallabéry, par exemple « La danse des Morts, d’après Holbein », qui est aussi la première image projetée par Huygens en 1659.

### Un monopole
Robertson refusera de dévoiler la technique sous-jacente dans ses spectacles, moins pour mettre son art à l’abri des utilisations dangereuses en public que pour s’assurer le monopole de la projection des images.
Il prétend que si sa subsistance n’avait pas reposé sur « un secret aussi simple», il en aurait donné la formule à l’astronome Delalande et au physicien Charles qui ont essayé en vain de percer le mystère des fantasmagories. Il ne révèlera jamais ses trucs, sauf lors du procès intenté contre ses anciens assistants, et plus tard dans ses Mémoires.
Il pense se protéger en déposant un brevet en 1799, mais la fantasmagorie survit chez ses concurrents sous d’autres noms : « fantomagie », « expériences de physico-magico-philidorisme », « fantasmaparastasie » et, quelques années plus tard, « psychagogie». La divulgation du procédé du fantascope fait naître une multitude de vocations de fantasmagore. C’est ainsi que cesse le monopole de Robertson qui perd son procès et se voit dépossédé de son secret : « l’enfer n’eut plus de coulisse, en un mot, il n’y eut plus de chambre obscure».

## Scientifique ou homme de spectacle?

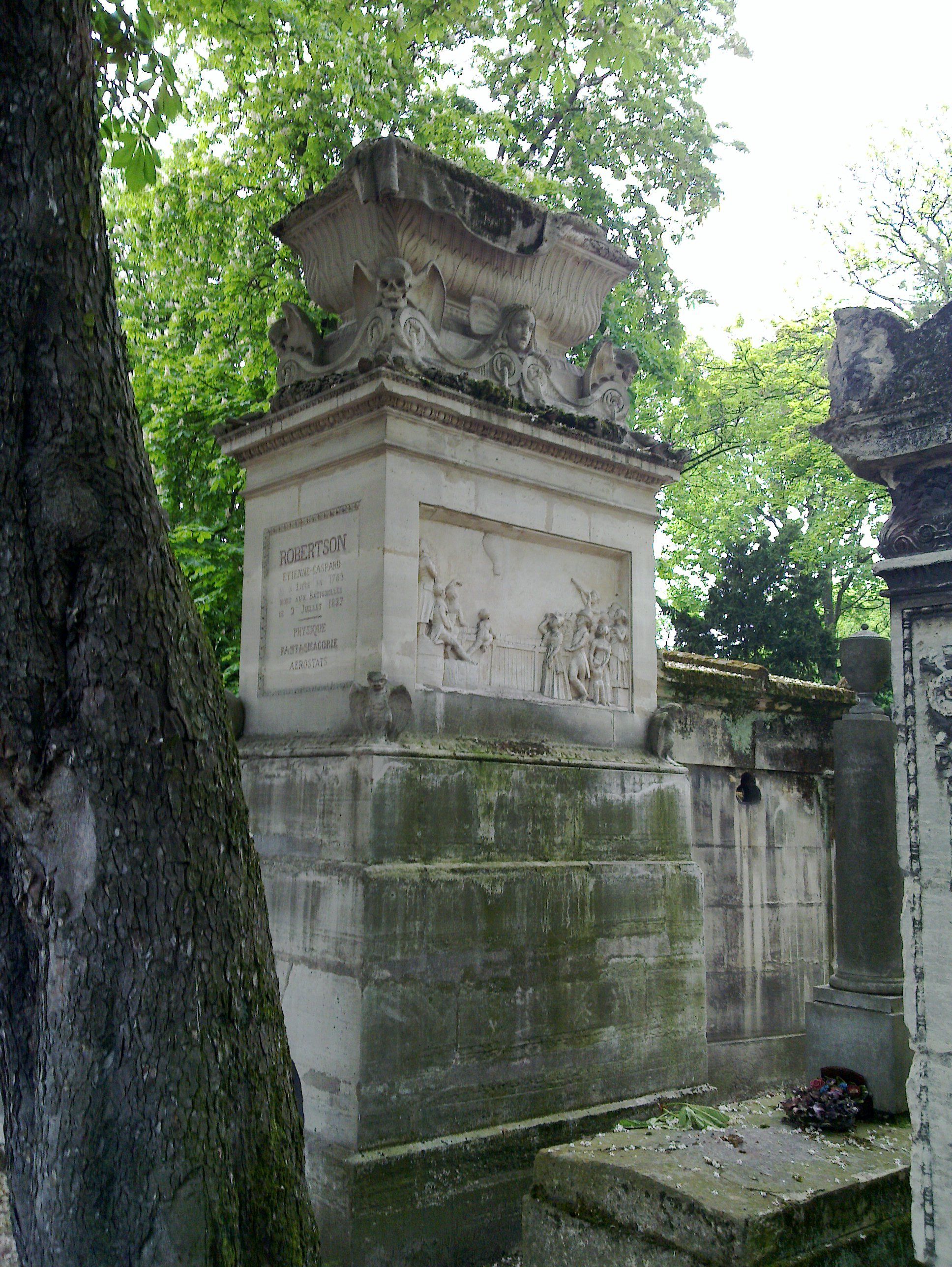
Tombe au cimetière du Père-Lachaise

Les activités physico-spectaculaires de Robertson révèlent chez lui une attirance pour le fugace et le fragile : ses manipulations sur le fluide galvanique, sur la lumière, sur l’air qui porte les aérostats, sur les mécaniques subtiles, tout cela traduit un désir de maîtriser l’éphémère, de retenir l’impalpable. Ses fantasmagories mettent en scène un univers évanescent : les dernières pulsations de vie sont saisies grâce au galvanisme, les tableaux lumineux, sitôt formés, se décomposent en figures grimaçantes qui font office de memento mori inlassablement répétés. Robertson renvoie les spectateurs à leurs angoisses en faisant apparaître sous leurs yeux l’image d’un Danton, d’un Robespierre ou d’un Marat, alors que tous cherchent à conjurer un passé récent encore douloureux. Il faudra attendre six décennies avant que l’objectif photographique ne fixe pour l’éternité l’image ultime des morts avant leur ensevelissement.
Robertson cède au goût ambiant pour l’occultisme sans expliquer la nature physique des images, sans démonter le mécanisme optique à l’origine du sentiment de peur, en se gardant bien de divulguer son secret de fabrication. Il a beau affirmer que « pour accoutumer les esprits» aux phénomènes de la nature, il faut d’abord accoutumer les yeux, il se contente de procurer des émotions fortes à un public non averti, sans passer à l’étape de l’élucidation du mystère, qui romprait forcément le charme de la fantasmagorie. Le spectacle, qui s’ouvre et se referme sur des paroles édifiantes, plus ou moins sibyllines, est plus mystificateur qu’instructif auprès d’un tel public. Les spectateurs demeurent seuls devant la toile ou la fumée qui émane des lampes truquées, «s’efforçant de deviner ce qui peut se trouver de l’autre côté », pour reprendre les termes du discours d’ouverture de la fantasmagorie. La rationalisation scientifique reste l’apanage des académies et des cercles restreints de physiciens, chimistes et mécaniciens.
Si, lors de ses expériences galvaniques qui ouvrent les fantasmagories, Robertson « maintient […] des effets d’imagerie dans les procédures de démonstration, fait souvent de l’obtention de la preuve un spectacle », il en va de même dans les hauts lieux du savoir où la démonstration ne peut guère se passer d’une mise en scène.
Ainsi, la présentation du mémoire d’Alessandro Volta sur l’électricité devant les membres de l’Institut national au palais du Louvre est assortie de travaux pratiques : lors de la séance du 9 novembre 1801 – à laquelle participe Bonaparte –, l’assistant de Volta, qui n’est autre que Robertson, procède à l’inflammation spectaculaire de l’hydrogène au moyen d’une étincelle électrique. Le procédé fait l’objet d’une explication détaillée qui se déroule pendant trois séances devant l’assemblée des meilleurs physiciens du temps. Les effets optiques de la fantasmagorie ne deviennent, eux, un « spectacle instructif » que lorsque Robertson doit expliquer à la justice le fonctionnement de son fantascope : il semble qu’il n’ait jamais si bien atteint son but qu’à ce moment-là.

### L'aéronaute

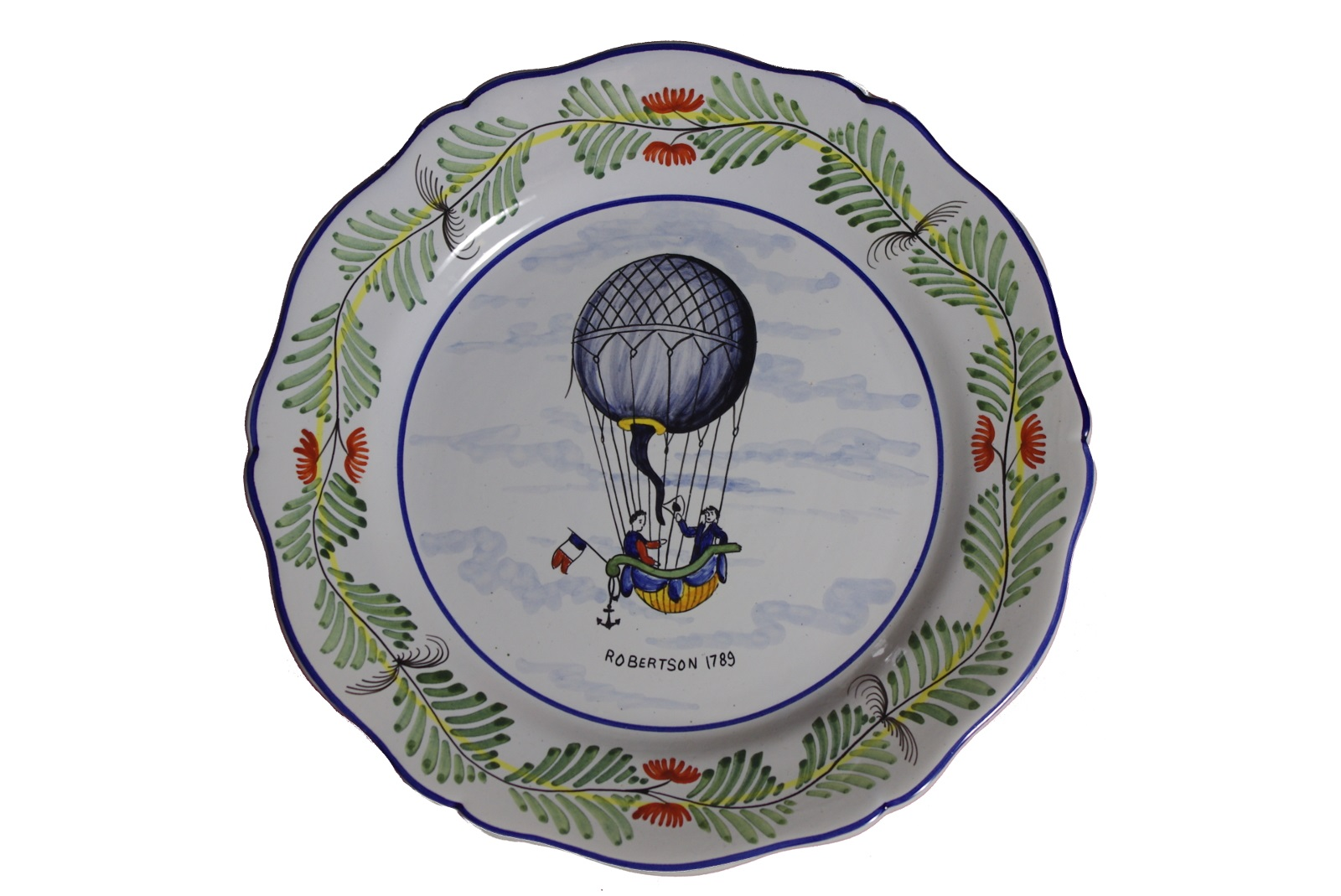
Assiette commémorant les vols de Robertson

En 1802, Robertson rachète le ballon à gaz L'Entreprenant, vendu par Bonaparte qui démantèle les compagnies d'aérostiers à son retour d’Égypte. Avec cet aérostat il part pour Saint-Pétersbourg. Le 18 juillet 1803, il s'arrête en cours de route à Hambourg, où il fait une ascension avec un compagnon, M. Lhoëst ; à cette occasion, il établit un record d'altitude, à 3 679 toises, soit 7 170 mètres. Ils procèdent à des observations sur le magnétisme et l'électricité.
Le 30 juin 1804, il est à Saint-Pétersbourg pour une première ascension en ballon dans l’empire des Tsars.
En 1806, le « professeur » Robertson est à Stockholm, où il effectue une ascension extrêmement courte, mais au cours de laquelle un animal sera jeté par-dessus bord en parachute.
Il fait encore des expériences de vols aériens en 1815 avec Jean-Baptiste Olivier Garnerin.

### Tivoli à Paris
Le 14 mai 1826, Robertson inaugure, à Paris, dans l'ancien domaine du pavillon La Bouëxière, un nouveau et troisième « Tivoli » qui fermera ses portes en 1842.

## Hommage
La rue Robertson à Liège lui rend hommage.

## Sources
- Université de Waterloo Conférence du 16 avril 2004 Emmanuelle Sauvage -  « Les fantasmagories de Robertson, entre spectacle instructif et mystification », Université de Waterloo, Conférence du 16 avril 2004
- Cinémathèque française : Jérôme Prieur, "Robertson le fantasmagore", conférence du 5 février 2010 http://www.cinematheque.fr/video/73.html